# Love (chanson d'AAA)
Pour les articles homonymes, voir Love.
Singles de AAA
Koi Oto to Amazora
(2013) Wake Up!
(2014)
Love est le 39esingle du groupe AAA sorti sous le label Avex Trax le 26 février 2014 au Japon. Il arrive 4e à l'Oricon. Il se vend à 25 486 exemplaires la première semaine et reste classé 8 semaines pour un total de 31 512 exemplaires vendus en tout durant cette période.
Love se trouve sur l'album Gold Symphony.

## Liste des titres
| 1. | Love |  |
| 2. | Koi Oto to Amazora (Orchestra Version) (恋音と雨空)                                                              |  |
| 3. | AAA 2013 Single Medley (Miss you - Party it Up - Love Is In The Air - Koi Oto to Amazora) (version CD seulement) |  |
| 4. | Love (Instrumental)                                                                                              |  |

| 1. | Love (Clip Vidéo) |  |
| 2. | Love (Making Of)  |  |

| 1. | Love                                                |  |
| 2. | Koi Oto to Amazora (Orchestra Version) (恋音と雨空) |  |
| 3. | Think about AAA 8th Anniversary ~season 31~         |  |
| 4. | Think about AAA 8th Anniversary ~season 32~         |  |